# Arabi cristiani
Gli arabi cristiani (in arabo العرب المسيحيون‎?, al-ʿArab al-Masīḥiyyūn) costituiscono una comunità di etnia araba e di religione cristiana. Sono concentrati per la maggior parte nei Paesi arabi, in particolare in Medio Oriente, dove costituiscono una significativa minoranza religiosa in un'area a maggioranza musulmana.
La comunità araba cristiana si è costituita sia attraverso la cristianizzazione di popolazioni di etnia araba nei periodi antichi, come i Nabatei, i Lakhmidi e i Ghassanidi, che attraverso l'arabizzazione di varie popolazioni di lingua aramaica e copta nel corso del Medioevo. Vaste comunità arabe cristiane, in particolare quelle della Siria storica, sono emigrate a partire dalla fine del XIX secolo verso l'America, costituendo nei Paesi di destinazione delle significative comunità. Gli arabi cristiani hanno svolto un ruolo fondamentale nella nahda e nella formazione di un'identità araba moderna e del nazionalismo arabo e ricoprono oggi un importante ruolo in ambito sociale, politico, culturale ed economico nel mondo arabo. Nei Paesi arabi risiedono poi altre comunità tradizionalmente cristiane, tra le quali gli assiri e gli armeni, i quali tuttavia mantengono un'identità etnica e culturale separata da quella dei correligionari arabi.

## Identità

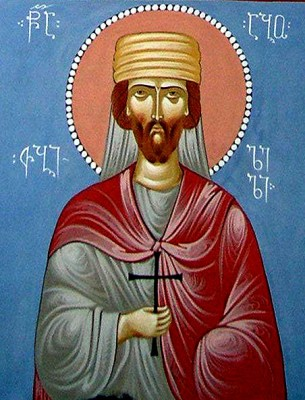
Il martire cristiano Sant'Abo, santo-patrono della georgiana Tbilisi.

Non tutti gli arabofoni nel Vicino Oriente si considerano etnicamente arabi. Essi ammettono tuttavia che la parola arabo possa essere ricollegata ad alcuni aspetti della loro identità culturale, per sottolineare aspetti politici, linguistici, etnici o genealogici). Alcuni libanesi (perlopiù maroniti) enfatizzano i legami veri o presunti del Libano con le antiche culture Fenicie, Aramee o dei Mardaiti. Tuttavia, altri maroniti sono etnicamente arabi, come i Banu al-Mashruki, clan dei Kahlan. Tra i più eloquenti ed evidenti esempi si possono ricordare i Ghassanidi che dominarono l'area siro-palestino-giordanico-libanese in epoca bizantina.
Alcuni dei più importanti e influenti nazionalisti vicino-orientali, di ovvio orientamento laicizzante, sono arabi: cristiani greco-ortodossi come Michel Aflaq, fondatore del partito del Ba'th, George Habash, fondatore del Fronte Popolare di Liberazione della Palestina (FPLP), Nāyef Hawatmeh, fondatore del Fronte Popolare Democratico per la Liberazione della Palestina (FPDLP), e Constantin Zureyq.
Storicamente, un numero di sette minoritarie cristiane che furono perseguitate come eretiche sotto il dominio bizantino (come i monofisiti) all'epoca godettero di una libertà religiosa assai maggiore a seguito dell'iniziale conquista islamica dell'area vicino-orientale di quella di cui potevano usufruire sotto il governo di Costantinopoli.

## Dottrina
Come gli arabi musulmani e i mizrahìm, i cristiani arabofoni si riferiscono a Dio chiamandolo Allāh (in arabo الله‎?), dal momento che questa parola significa semplicemente "Iddio". L'uso del termine "Allāh" nelle Chiese cristiane arabofone risale a diversi secoli prima della comparsa dell'islam. Inoltre i cristiani arabofoni si riferiscono a Gesù chiamandolo Yasūʾ (in arabo يسوع‎?), e normalmente non lo usano come nome di persona.
Dalla metà del XIX secolo in poi alcuni arabi delle regioni del cosiddetto Levante si sono convertiti al protestantesimo, più sovente accostandosi alle Chiese battiste e metodiste. Ciò è più che altro dovuto a un'influenza esercitata dall'opera di missionari evangelici provenienti dagli Stati Uniti d'America.

## Storia

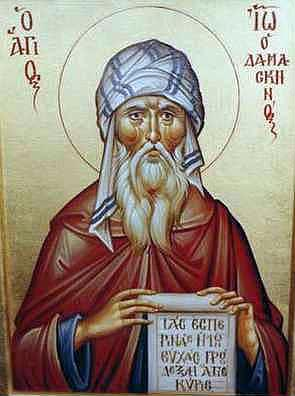
San Giovanni Damasceno, monaco e presbitero arabo cristiano, nonché alto esponente dell'amministrazione islamica degli Omayyadi, VII secolo.

Varie popolazioni arabe si convertirono al cristianesimo sin dai primi secoli. Tra esse vanno annoverati, a partire dal I secolo, i Nabatei e i Ghassanidi, i quali erano d'origine meridionale (Qaḥtani) e parlavano sud-arabico, come pure il greco, ma anche buona parte dei Lakhmidi. Questi ultimi, con i Ghassanidi, proteggevano le frontiere sud-orientali dell'Impero romano, e poi bizantino con l'Arabia settentrionale. Le tribù dei Banu Tayy, degli ʿAbd al-Qays e dei Banu Taghlib erano note anche per essere state prevalentemente cristiane prima dell'Islam. L'oasi fortemente urbanizzata di Najrān nello Yemen fu un importante centro cristiano e capolinea della principale via carovaniera che giungeva fino a Gaza sul Mediterraneo, diventata tristemente nota per le persecuzioni patite ad opera del tubbāʿ himyarita giudaizzato Abu Nuwas. Il principale esponente degli arabi di Najran durante il periodo delle persecuzioni, al-Ḥārith, fu canonizzato con il nome di Sant'Areta.
I cristiani arabofoni coesistettero abbastanza pacificamente con i fedeli di altre religioni del Vicino Oriente (tra cui l'ebraismo). Anche dopo la rapida espansione dell'Islam, a partire dal VII secolo, nonostante le conquiste islamiche (futūḥāt), molti cristiani scelsero di non convertirsi all'Islam e conservarono la loro fede. Come "Popolo del Libro" (Ahl al-Kitab), ai cristiani sotto dominio islamico furono riconosciuti i diritti a praticare il proprio culto in base al disposto della Shari'a, senza tema di persecuzioni, pur venendo assoggettati al pagamento di un'imposta "di protezione" (Jizya), da versare in solido e, successivamente, in numerario. L'imposta non colpiva schiavi, donne, bambini, sacerdoti e monaci, vecchi e malati, venendo a incombere solo sugli uomini validi, eremiti o poveri.
I cristiani arabofoni hanno garantito significativi contributi alla civiltà araba e ancora lo fanno. Numerosi tra i più sensibili esponenti delle letteratura araba furono arabi cristiani, e molti arabofoni furono medici, scrittori, funzionari di alto livello e uomini di cultura e di lettere.

## Distribuzione
Il maggior numero di arabi cristiani vive:
- in Libano (dal 39 al 45% della popolazione, pari a circa 1 300 000 libanesi);
- in Egitto (intorno al 10% della popolazione, pari a oltre 11 milioni di egiziani);
- in Siria (843 000-[8]1 600 000[2]);
- in Giordania (150 000);
- in Israele e nei territori palestinesi (140 000)[9].

Inoltre, i maltesi sono prevalentemente cristiani e, seppur non identificati come arabi, parlano una lingua che è un dialetto arabo integrato da molti termini siciliani e italiani.
Importanti sono altresì le comunità arabe emigrate nelle Americhe, in special modo in Argentina, Brasile, in Colombia, in Repubblica Dominicana, in Ecuador, in Canada (200 000) e negli Stati Uniti d'America, tra cui sono presenti molti cristiani della diaspora. Solo in Brasile il numero stimato della popolazione con ascendenze arabe nel 2007 superava i 12 milioni, quasi tutti cristiani. In Australia gli arabi sono infine circa 140 000, la maggioranza dei quali cristiani.

### Libano
Il Libano è stato inizialmente creato dalla Francia per i cristiani della zona, che all'epoca della sua fondazione costituiva il gruppo religioso dominante con circa l'80% della popolazione totale, rendendo così il Libano l'unica nazione araba dominata dai cristiani e non dai musulmani. Il Libano contiene il più alto numero di cristiani in proporzione alla sua popolazione totale. È noto che costituissero circa il 55% della popolazione del Libano prima della guerra civile libanese, ma la loro percentuale potrebbe essersi ora abbassata al 40% (2 200 000). Appartengono in gran parte alla Chiesa maronita, con una minoranza ragguardevole appartenente ai cattolici greco-ortodossi e greco-melchiti, oltre agli altri. C'è comunque insicurezza sulle cifre esatte perché non si tiene un censimento ufficiale in Libano dal 1932.
In base al Patto Nazionale del 1943, che ha definito il carattere multiconfessionale dello Stato libanese, il presidente deve sempre essere un cristiano cattolico maronita, il primo ministro un musulmano sunnita e il presidente del parlamento un musulmano sciita.

### Egitto
Malgrado i 6-8 milioni di cristiani egiziani, in grandissima maggioranza copti.
La Chiesa cattolica in Egitto ha un numero di fedeli valutato dell'ordine di 220 000 fedeli (articolati su una diocesi patriarcale e altre 7 diocesi). Altrettanto dicasi per gli anglicani. Non è possibile differenziare fra loro con precisione i copti dagli arabi, dal momento che in Egitto, fin dall'XI secolo, vi fu una significativa immigrazione dal Vicino Oriente, specialmente siriana e libanese, come pure si ebbe un imprecisabile numero di conversioni fra gli arabi egiziani durante il periodo della dominazione britannica.
In Egitto le Chiese cattoliche sono la latina, la greco-melchita, la armena, la maronita, la siriaca e la caldea.

### Siria

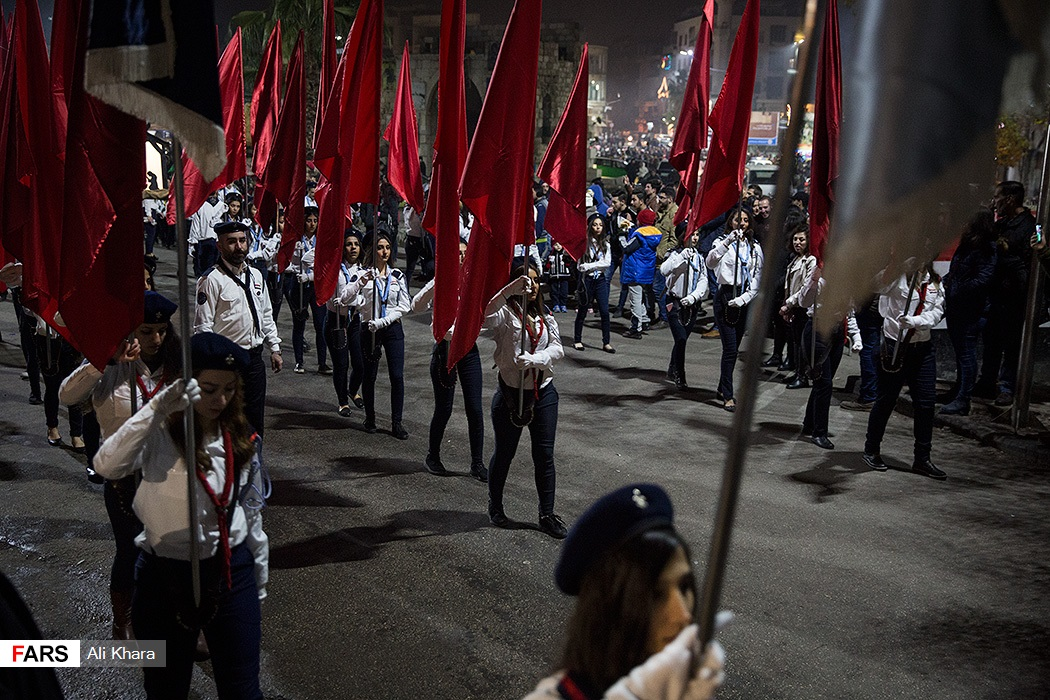
Natale a Damasco, 2018

In Siria, i cristiani formavano poco meno del 15% della popolazione (circa 1,2 milioni di persone) sotto il censimento del 1960, ma non si è tenuto nessun censimento più recente. Stime correnti li stabilizzano al 10% circa della popolazione (2 100 000), grazie alla natalità inferiore e ai più alti livelli di emigrazione rispetto ai compatrioti musulmani.

### Giordania

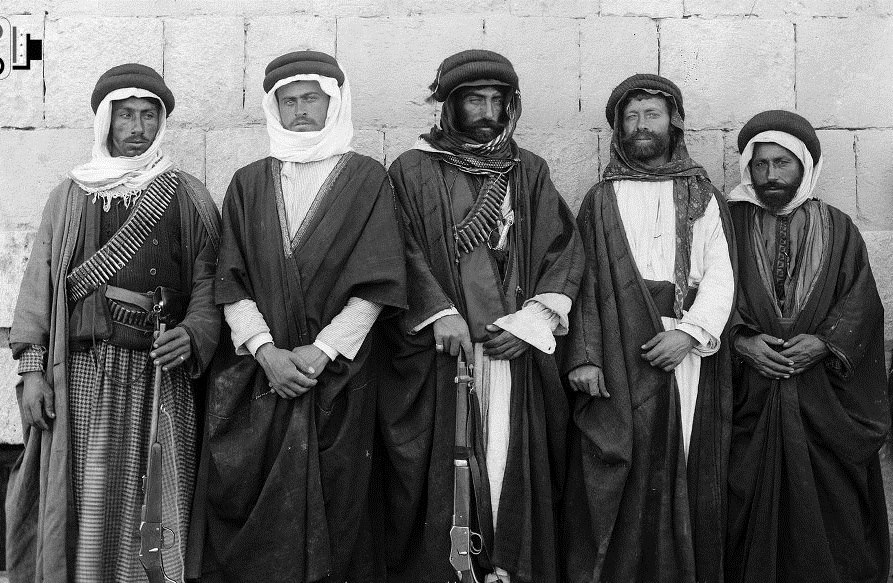
Gruppo di beduini cristiani di Madaba, 1904

In Giordania i cristiani costituiscono quasi il 7% della popolazione (circa 400 000 persone), sebbene la percentuale sia stata del 18% ai primi del XX secolo. Questo drastico abbassamento delle cifre è dipeso in larga misura dall'affluenza di arabi dal Ḥijāz dopo la prima guerra mondiale e dal calo della natalità se messo a paragone con quello dei musulmani. Il 70-75% dei cristiani giordani aderisce alla Chiesa ortodossa orientale, l'altra parte alla Chiesa cattolica, con una piccola aliquota di protestanti. I cristiani sono bene integrati nella società giordana e fruiscono di un elevato livello di libertà. Quasi tutti i cristiani appartengono alle classi media e alta, tanto che si può affermare che i cristiani godano di maggiori opportunità economiche e sociali in Giordania che nel resto del Vicino Oriente islamico. Sebbene essi rappresentino meno del 10% della popolazione totale, i cristiani godono di una rappresentanza parlamentare leggermente sovradimensionata (circa il 10% del Parlamento giordano) e hanno importanti incarichi ministeriali (dicasteri con portafogli), amministrativi, diplomatici e hanno conseguito e conseguono elevati gradi militari nelle forze armate del Paese.
Ai cristiani giordani è concesso lasciare i loro posti di lavoro nei settori pubblico e privato per partecipare alle cerimonie sacre della domenica. Tutte le cerimonie religiose cristiane praticate dai fedeli sono riconosciute e celebrate dallo Stato giordano. I cristiani hanno stabilito buone relazioni con la famiglia reale e i vari funzionari governativi giordani e godono di loro proprie corti ecclesiastiche in materia di statuto personale.

### Israele e territori palestinesi
Circa l'2,4%, ossia 100 000 palestinesi nei territori occupati della Cisgiordania e della Striscia di Gaza, è cristiano, mentre il quadruplo di essi (ossia 400 000 persone) vive nella diaspora.
Sia il fondatore del Fronte Popolare di Liberazione della Palestina, George Habash, sia il fondatore del Fronte Democratico per la Liberazione della Palestina, Nayef Hawatmeh, erano cristiani, al pari di una importante attivista palestinese, già ministra dell'Autorità Nazionale Palestinese, Hanan Ashrawi. La larga presenza al vertice dei movimenti nazionalistici nel mondo arabo in genere, e palestinese in particolare, si può spiegare con l'alto livello d'istruzione posseduto dai cristiani arabofoni. Storicamente, la media borghesia urbana di molte città del Vicino Oriente è stata composta prevalentemente da famiglie cristiane. Molte famiglie arabe cristiane attribuiscono un ruolo fondamentale all'istruzione superiore. Gli arabi cristiani hanno fondato anche istituti privati d'istruzione d'impronta occidentale o religiosa cristiana. Uno di questi è il Collegio Biblico di Betlemme (Bethlehem Bible College), fondato nella cittadina palestinese nel 1979. L'istituto prepara gli oltre cento studenti iscritti (tutti arabi cristiani) a ricoprire ruoli dirigenziali nelle comunità vicino-orientali di tutte le confessioni cristiane.
In Israele, i cristiani arabi sono considerati la comunità più istruita del Paese; la percentuale di arabi cristiani laureati è più alta rispetto a ebrei, musulmani e drusi.; inoltre gli arabi cristiani hanno avuto il più alto numero di promossi agli esami d'immatricolazione rispetto ai musulmani, ai drusi e anche in confronto a tutti gli studenti del sistema educativo ebraico.

### Maghreb
Vi sono piccole comunità di cattolici latini nel Maghreb. Molti dei membri della comunità cattolica nella regione sono tuttavia missionari stranieri o lavoratori immigrati, mentre solo una minoranza fra loro è rappresentata da arabi (o dai loro discendenti) o da convertiti berberi, che hanno spesso abbracciato la fede cattolica durante l'età moderna o nel periodo della presenza coloniale francese, e italiana in Libia e spagnola in Marocco.

### Resto del mondo
Molti milioni di arabofoni cristiani vivono anche nella diaspora in ogni parte del mondo. Fra i paesi che vantano una maggior presenza di arabi cristiani ci sono l'Argentina, l'Australia, il Brasile, il Canada, il Cile, Cuba, la Repubblica Dominicana e gli Stati Uniti d'America. Malgrado il diffuso equivoco negli USA che "arabo" equivalga a "musulmano", la maggioranza di quanti si riconoscono arabi statunitensi è cattolica di rito orientale o cristiano-ortodossa, secondo l'Arab American Institute. D'altro canto, la maggioranza di musulmani statunitensi è afro-americana, o d'origine indiana o pakistana. Vi sono anche molti cristiani arabofoni in Europa, specialmente in Francia (a causa dei legami storici con il Libano).
Pur non identificandosi come arabi, si può ricordare come la lingua maltese derivi da una variante araba, fortemente intrecciata con i vicini idiomi siciliani.

## Galleria d'immagini

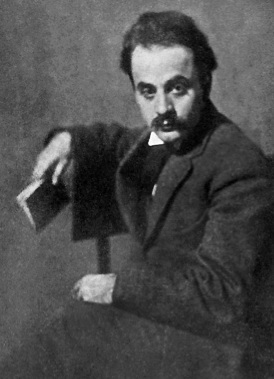
Il poeta libanese Khalil Gibran.
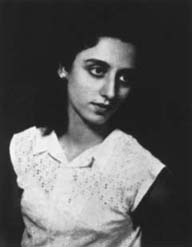
La cantante libanese Fairuz in una foto giovanile.
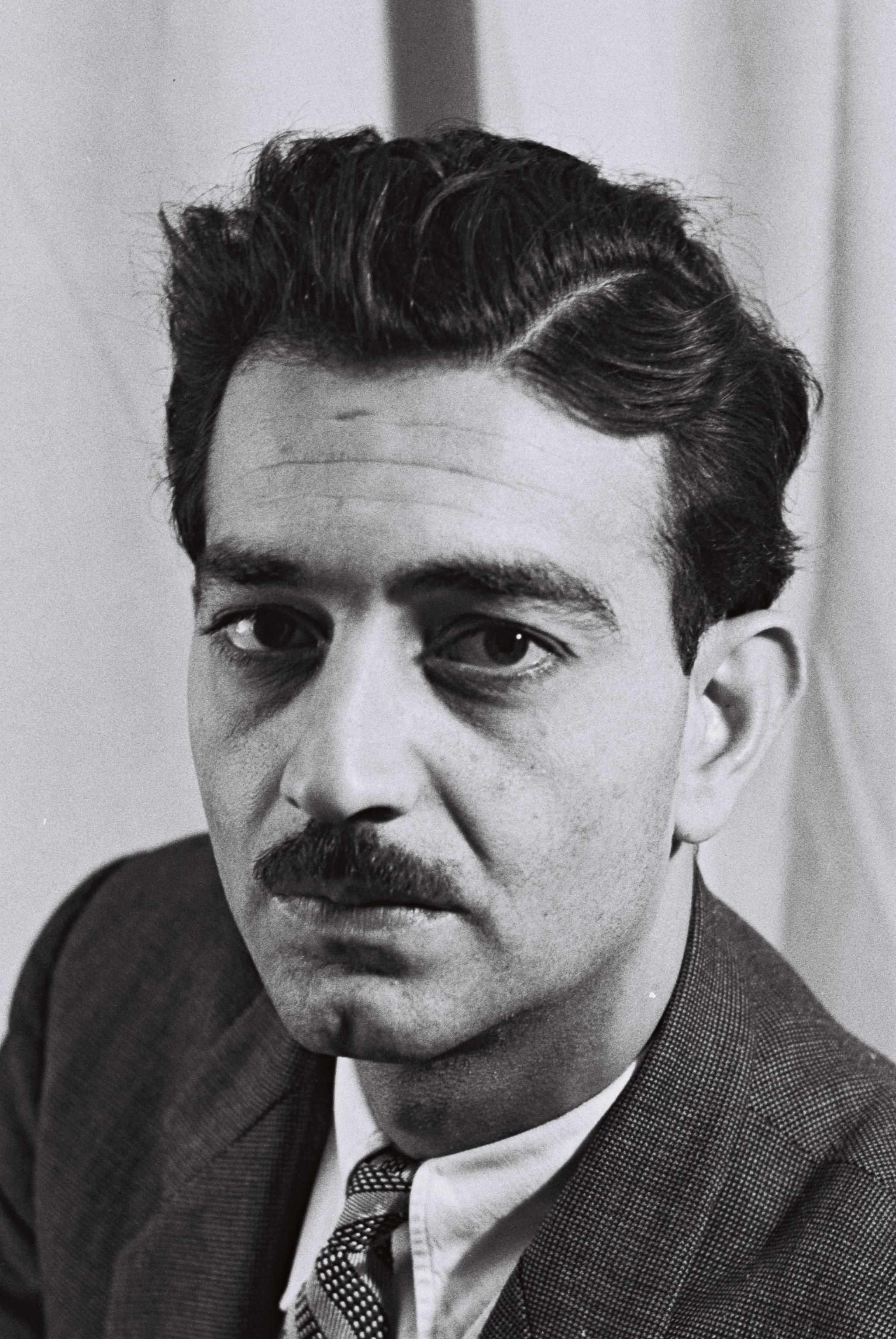
Lo scrittore palestinese Emile Habibi.
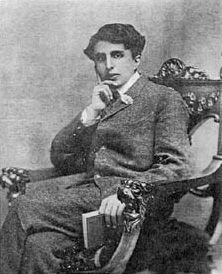
Il letterato libanese Amin al-Rihani.
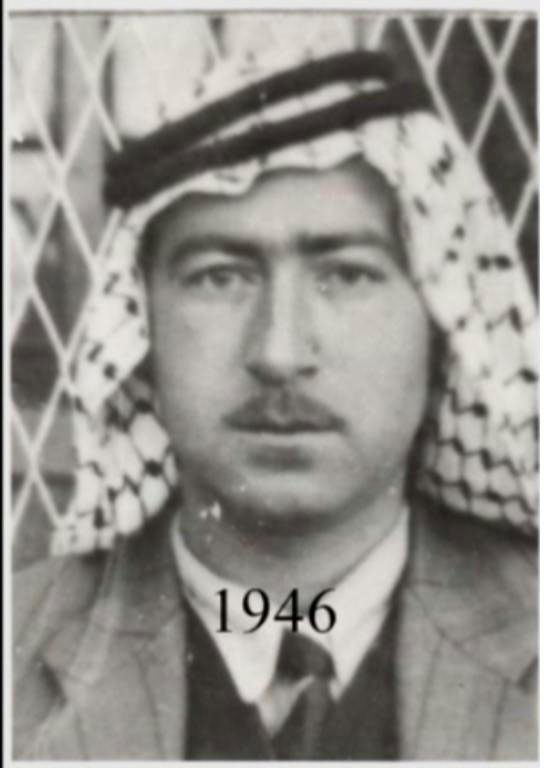
Lo storico giordano Sulaymān Musā.
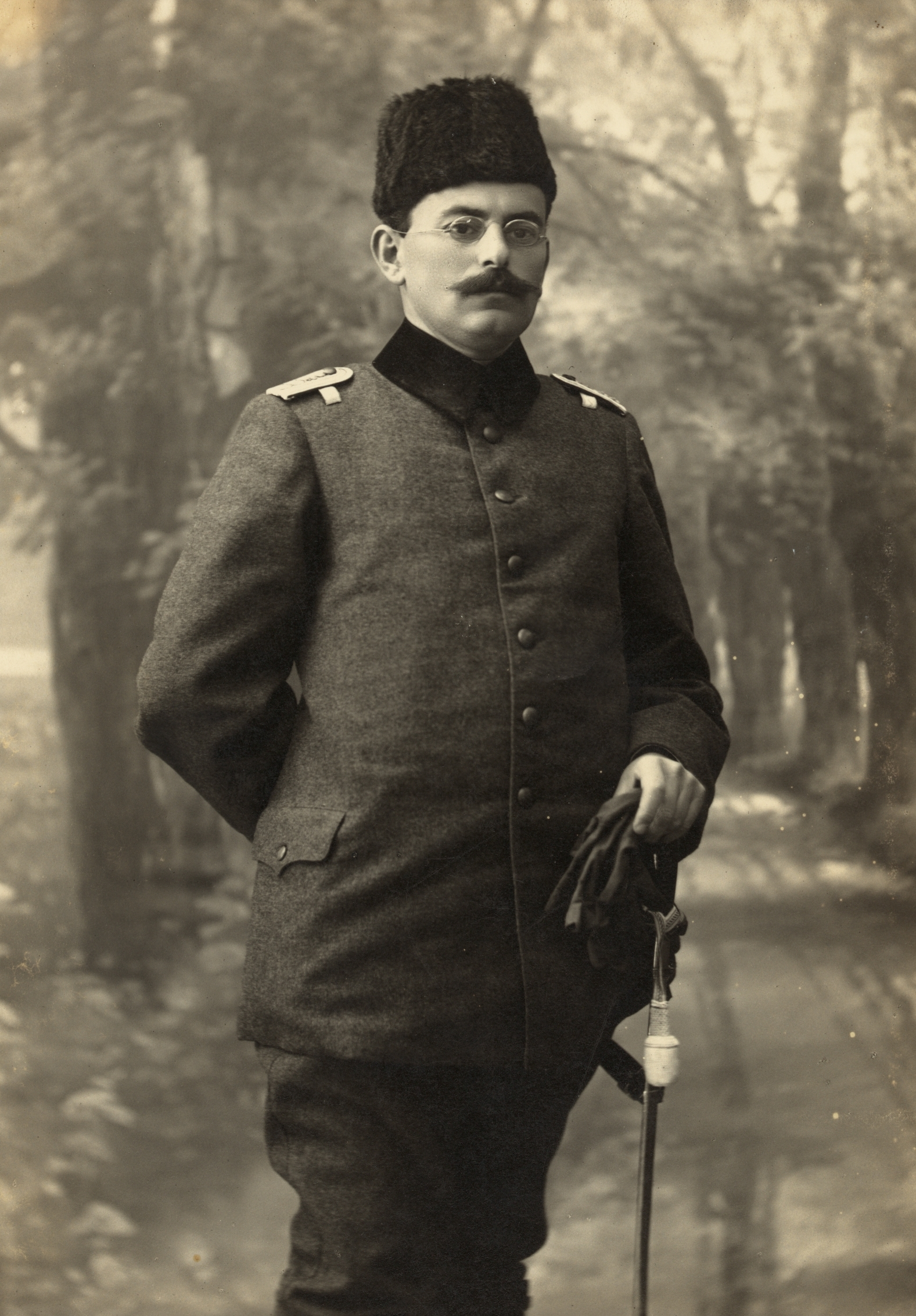
Il medico ed etnografo palestinese Tawfīq Kanʿān.
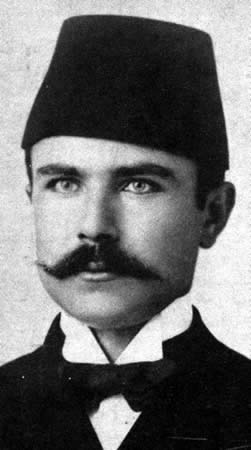
Il politico siriano Fāris al-Khūrī.
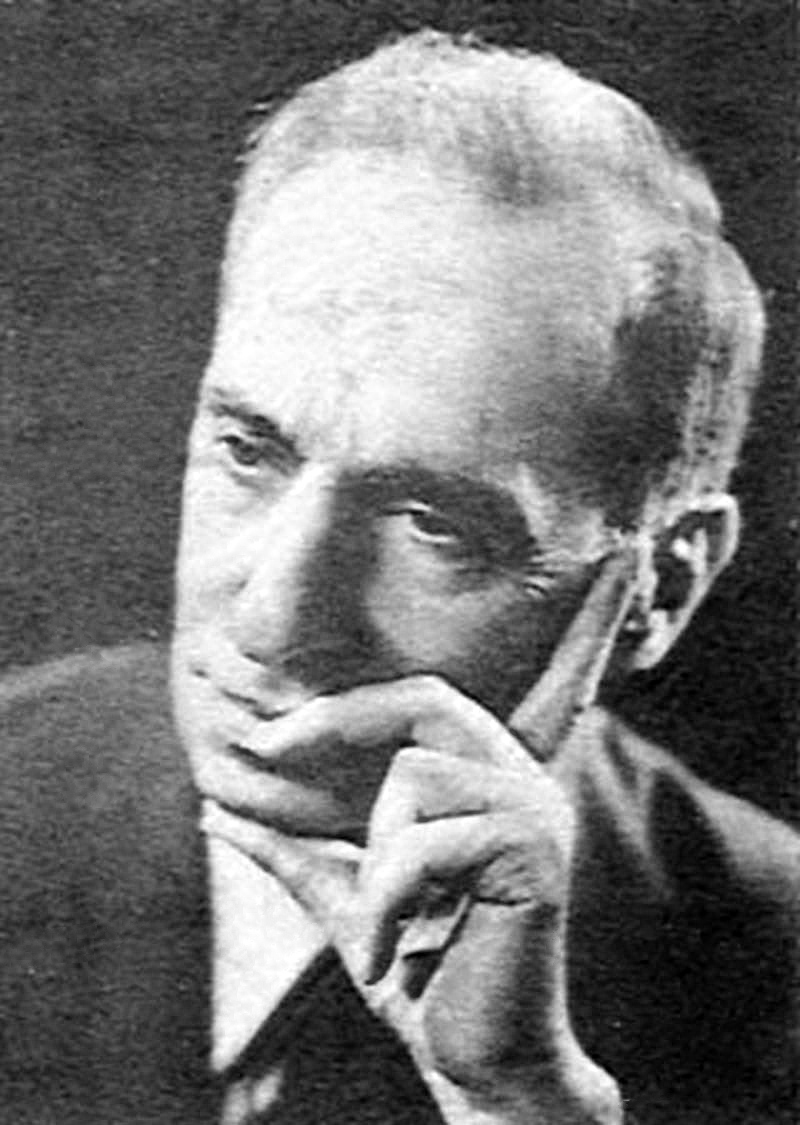
Il pensatore politico siriano Michel ʿAflaq.
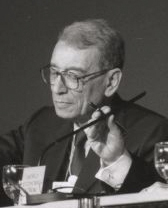
Il politico egiziano Butros Butros Ghali